# Distretto di Qaratöbe
Il distretto di Qaratöbe (in kazako: Қаратөбе ауданы) è un distretto (audan) del Kazakistan con  capoluogo Qaratöbe.